# إرنو روبيك

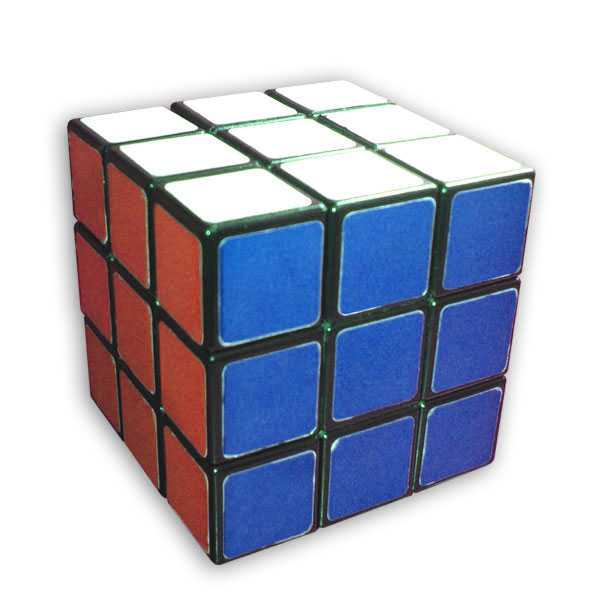
مكعب روبيك الشهير

إرنو روبيك (بالمجرية: Rubik Ernő ...) (مواليد 13 يوليو 1944) هو مخترع مجري، معماري وأستاذ في الهندسة المعمارية. اشتهر بابتكاره لأحجيات ميكانيكية كمكعب، لوحة وثعبان روبيك. حاليا تتضمن مساعيه نشر العلم والابداع لدى طلبة المدارس. يشترك روبيك أيضا ضمن عديد المنظمات الأخرى مثل ما وراء مكعب روبيك، «مبتدؤ مكعب روبيك» ومؤسسة جوديت بولغار في سعي منه لدمج الطلبة في عالم الرياضيات والعلوم ومهارات حل المشكلات منذ الصبا.

## حياته
الطفولة 
ولد إرنو روبيك في بودابست-المجر في 13 يوليو 1944، أي أثناء الحرب العالمية الثانية، حيث قضى هناك طفولته، والده -إرنو روبيك الأب- كان مهندس طيران في مصنع إزترغوم للمراكب الجوية، أما أمه «ماجدولنا سزانتو» فقد كانت شاعرة. وقد كان يذكر في كل لقاء له أن مصدر إلهامه الأساسي كان والده.
كانت لوالده مهندس الطائرات الشراعية سمعة عالمية واحترام واسع بفضل خبرته وأعماله، يقول عنه إرنو روبيك:
«لقد تعلمت إلى جانبه كيف أصنع معنى وغاية إيجابية للعمل، لقد كان بالمعنى الظاهر والباطن للعبارة رجلًا قادرًا على أن يحرّك جبلًا، لم يكن أي شيء قادرًا على صدّه عن القيام بما يخطط له أو ينتوي إنهاءه، حتى ولو بيديه إن تطلب الأمر. بالنسبة له فقد كان كل عمل يستحق».
التعليم
منذ 1958 وحتى 1962 درس روبيك فن النحت في المعهد الثانوي للفنون الجميلة والتطبيقية، ومنذ 1962 حتى 1967 زاول روبيك جامعة بودابست للتكنولوجيا وأصبح أحد أعضاء كلية العمارة. ومنذ 1967 حتى 1971 كان روبيك عضوًا بالأكاديمية الهنغارية للفنون التطبيقية في كلية العمارة الداخلية والتصميم.
يعتبر روبيك أن ما تعلمه بالجامعة كان العامل الحاسم في توجيه مسار حياته إذ يقول «التعليم الذي تلقيته أتاح لي فرصة الإلمام بمواضيع ومهارات تحتاج الكثير من التمرين، الاجتهاد، الإصرار والتوجيه من الأساتذة».

## الحياة المهنية
بدايات التدريس العالي وميلاد مكعب روبيك
خلال الفترة الممتدة من 1971 إلى 1979 حيث كان روبيك أستاذًا في العمارة في معهد بودابست للفنون التطبيقية كان يعمل على إنشاء تصاميم لأحجية ثلاثية الأبعاد لينهي التصميم الأوّلي للمكعب في1974، ويحصل على براءة اختراعه في 1975. في لقاء تلفزيوني على سي أن أن صرّح روبيك بأنّ المكعب كان نتيجة بحثه عن موضوع جديد وجذّاب لطلابه.
«دائما ما كان الفضاء يسحرني بغنى احتمالاته، كيف تحل وتتحول فيه الأشياء، كيف تتحرك عبره وعبر الزّمن، ما العلاقات بين الأشياء والأبعاد وما مدى ارتباطها وتأثيرها بالإنسان. أظن أن المكعب نشأ عن هذا الاهتمام، عن حدة هذه الأفكار والحاح هذه التساؤلات».
من أداة تعليمية لمكعب روبيك السحري
بداية بقطع خشبية وحلقات مطاطية، عمل روبيك على إنشاء هيكلة تسمح للقطع المنفردة بالحركة دون أن تتفكك الآلية، استعمل روبيك في الأصل قطعا من الخشب لكونها أكثر وفرة وعمليّة في الاستخدام. التصميم الأوّلي للمكعب كان يتضمن صنع ثقوب في مكعبات الخشب الصغيرة ووصلها ببعضها باستعمال أربطة مطاطية.
أدرك روبيك أن بساطة التصميم هي ما كان يقف وراء اعجاب طلبته بالمكعب. إذ أن صنع المكعب كان سهلا نسبيا، كما رجّح أنه سيلاقي شعبية عند جمهور أوسع. وكون والده قد حصل على عدة براءات فقد كان تسجيل براءة اختراعه أمرا مألوفًا ويسيرًا. وأثناء بحثه عن مسوّق واجه روبيك مشاكل بسبب سوء تسيير الاقتصاد المَجَري في تلك الفترة، لكنه تمكّن من إيجاد مصنع صغير لإنتاج قطع الشطرنج البلاستيكية، وكان يعرف المكعّب في المجر إذ ذاك بالمكعب السحري.
تعاقد روبيك مع الشركة الأمريكية أيديال توي عام 1979، والتي غيرت اسم المنتج من «المكعب السحري» إلى "مكعب روبيك"، لتصل الأحجية إلى الشهرة العالمية عام 1980. وقد أخذت الفترة بين أول تصميم حتى الإنتاج المعتبر للمكعب أكثر من 6 سنوات. أخذ المكعب يحصد المزيد من الشعبية وحصلت الشركة المنتجة على عديد من الجوائز. يعتبر المكعب أحد أيقونات الثمانينات، وحتى الآن فقد بيعت منه أكثر من 350 مليون نسخة ليكون اللعبة الأفضل مبيعا في التاريخ.
""اختراعات أخرى""
بالإضافة للمكعب، كان لروبيك عديد الابتكارات الأخرى: لوحة روبيك، ثعبان روبيك، متشابكة روبيك، روبيك 360.
""أعمال أخرى""
في أوائل الثمانينات، كان روبيك محرر في جريدة«وألعاب» "és jatek"
ليبدأ عام 1983 عمله المستقل في «استوديو روبيك» لتصميم الألعاب والقرطاسية. في سنة 1987 كان روبيك أستاذًا بدوام كامل، أما في عام 1991 فقد صار رئيس الأكاديمية الهنغارية للهندسة حيث أنشأ مؤسسة روبيك العالمية لدعم المهندسين والمصممين المجريين الموهوبين للدراسة بالخارج.

## أعماله الأخيرة
في العقد الأخير انخرط روبيك في نشاطات «ما وراء مكعب روبيك» في جولات حول العالم لتقديم عروض حول العلوم، التكنولوجيا، الرياضيات والهندسة. نُظِم المعرض الافتتاحي في 26 أبريل 2014 في مركز العلوم الحرة بنيوجيرزي، أين ألقى روبيك العديد من المحاضرات والخطابات بالإضافة إلى جولات ولقاءات مع مختلف الأبطال العالميين في مسابقات الحل السريع لمكعب روبيك من بينهم أنطوني مايكل بروكس.

## شخصيات تأثر بها
ساق روبيك الكثير من الأمثلة عن الأشخاص الذين استقى منهم الإلهام أو حسب عبارته: «طبّقوا عليّ تأثيرا نافذًا بأعمالهم العظيمة»
- «فنّانون»
  - ليوناردو دافنشي
  - مايكل أنجلو
  - إيشر
  - بنفينوتو تشيليني
- «فلاسفة وأدباء»
  - فولتير
  - ستندال
  - توماس مان
  - جون بول سارتر
  - أتيلا جوزيف
  - جول فيرن
  - إسحق عظيموف
- «معماريّون»
  - فرانك لويد رايت
  - لو كوربيزييه [6]

## اهتمامات ومساعي
يعتبر روبيك نفسه مهووسًا بالكتب حيث يقول:
«أعطتني الكتب الفرصة كي أعرف عن العالم، عن الإنسان والطبيعة»، كما صرّح باهتمامه الخاص بأدب الخيال العلمي.
- «هوايات»
  - التنزه في الطبيعة
  - ممارسة الرياضة
  - التزلج
  - تنس الطاولة
  - التجذيف في بحيرة بالاتون

صرّح روبيك أيضا أنّه بستاني شغوف وأن جمع «النّباتات العصارية» هي أفضل ما يمضي فيه وقت فراغه.

## جوائز
- 1978-جائزة بودابست لأفضل عمل تجاري عادل (المكعّب) [6]
- 1980-جائزة «لعبة العام» في كل من: الجمهورية الفدرالية الألمانية، المملكة المتحدة، فرنسا والولايات المتحدة.[6]
- 1982-جائزة «لعبة العام» في كل من فنلندا، السويد، إيطاليا.[6]
- 1982-جائزة «لعبة العام» في المملكة المتحدة (للمرة الثانية).[6]
- 1982- ضم مكعب روبيك لسجل الأعمال الخالدة بمتحف نيويورك للفن الحديث.[6]
- 1983-الجائزة المَجَرية لتعليم الهياكل ثلاثية الأبعاد ودعم البحوث العلمية.[6]
- 1988-جائزة الناشئة من المكتب الوطني المجري للشباب والرياضة.[6]
- 1995-جائزة دينيس غابور من مؤسسة نوفوفر لأفضل عمل إبداعي.[6]
- 1996-جائزة أنيوس جيدليك من المكتب المجري لبراءات الاختراع.[6]
- 1997-جائزة السمعة المجرية.[6]
- 2007-جائزة كوساث (الجائزة الثقافية الأعلى قيمة في المجر).[6]
- 2008-جائزة جامعة موهولي ناغي للفنون والتصميم.[6]
- 2009-تعيين روبيك سفير الاتحاد الأوروبي للابداع والابتكار.[14]
- 2010- جائزة الأمريكية لمهرجان العلوم والهندسة (لمساهماته في نشر العلوم).[15]
- 2010- وسام الاستحقاق المجري (صليب ونجمة).
- 2010-جائزة بريما بريميسيما.
- 2014-صليب القديس ستيفن (أعلى وسام استحقاق في المجر).[16]
- 2014-المواطنة الشرفية لبودابست.[17]

## منشورات
- مؤلف مساعد لمجلة المكعب السحري-بودابست 1981
- مؤلف مساعد لكتاب «جامع مكعب روبيك» (تأليف دافيد سينماستر، إرنو روبيك، جيرزسون كيري، جورجي ماركس، توماس فارغا، تاماس فكردي) منشورات جامعة أوكسفرد 1987 [18]

## نشاطات أخرى
- حضر روبيك بطولة بودابست عام 2007[19][20] حيث ألقى محاضرة ووقّع لمعجبيه في تظاهرة «جسور بين الرياضيات والفنون» في يوليو 2010.[21]
- أحد أعضاء مجلس الاستشارة في مهرجان الولايات المتحدة للعلوم والهندسة.[22]

## روابط خارجية
- إرنو روبيك على موقع IMDb (الإنجليزية)
- إرنو روبيك على موقع الموسوعة البريطانية (الإنجليزية)
- إرنو روبيك على موقع إن إن دي بي (الإنجليزية)
- إرنو روبيك على موقع ديسكوغز (الإنجليزية)